# Laila Søndergaard
Laila Søndergaard (født 1956) er tidligere en dansk atlet. Hun var medlem af Herlev Atletik.
Søndergaard deltog 1973 på det danske 4 x 100 meter hold i Europa cupen på Lyngby Stadion
Laila Søndergaard er søster til Svend, Hanne, Bjørn og Lilli Søndergaard, som alle nåede den danske atletik elite i forskellige disipliner. De trænedes alle af faderen Jørgen Søndergaard.

## Internationale ungdomsmesterskaber
- 1973 JEM 100 meter 16.plads 12,39

## Danske mesterskaber
Bronze 1972 100 meter 12.2